# Panara phereclus
Espèce
Panara phereclus est une espèce d'insectes lépidoptères (papillons) qui appartient à la famille des Riodinidae et au genre Panara.

## Taxonomie
Panara phereclus a été décrit par Carl von Linné en 1758 sous le nom de Papilio phereclus.

### Nom vernaculaire
Panara phereclus se nomme Orange-barred Velvet en anglais.

## Description
Panara phereclus est un papillon d'une envergure de 32 mm à 45 mm au corps et aux ailes de couleur noire dont les ailes antérieures sont barrées de jaune du milieu du bord costal à l'angle externe.
Le revers présente la même ornementation.

## Biologie
Elle est peu connue.

## Écologie et distribution
Panara phereclus est présent en Guyane, en Guyana, en Bolivie, en Équateur, au Brésil et au Pérou.

### Biotope
Il réside dans la forêt humide amazonienne.

### Protection
Pas de statut de protection particulier.